# Ermesinde
Pour les articles homonymes, voir Ermesinde Ire de Luxembourg et Ermesinde de Luxembourg.
Ermesinde est une freguesia portugaise comprenant 38 798 habitants. Elle est située dans le Portugal continental à 9 kilomètres au nord-est de Porto. Sa superficie est de 7,65 km².
Elle appartient à la municipalité de Valongo dans le district de Porto.
Monument remarquable : L'église-sanctuaire du Sacré-Cœur de Jésus